# Varnostna Policija
Varnostna policija so v nekaterih državah osebe, zaposlene v vladni agenciji ali korporacijah z velikimi kampusi, ki zagotavljajo policijske in varnostne storitve na območju nepremičnin teh agencij. Varnostna policija varuje objekte, nepremičnine, osebje, uporabnike, obiskovalce in dejavnosti svoje agencije pred škodo in lahko uveljavlja določene zakone in upravne predpise. Večina varnostnih policistov ima vsaj nekaj pooblastil za aretacijo. Pooblastila varnostne policije za izvrševanje zakona so zelo različna. V nekaterih primerih so omejena na pooblastila zasebnih oseb, v drugih pa imajo polna policijska pooblastila, enakovredna državnim / deželnim ali lokalnim organom pregona.
Za razliko od splošnega kazenskega pregona ima varnostna policija glavni poudarek na zaščiti oseb, lastnine ali nepremičnin. To povzroči nekaj prekrivanja s funkcijami, ki jih običajno izvajajo varnostniki. Vendar se varnostna policija od varnostnikov loči po večjih avtoritetah, pogosto višje stopnje usposabljanja in s tem višja pričakovanja o uspešnosti pri varovanju življenja in lastnine. V drugih državah je „varnostna policija“ ime, ki so ga imele tajne varnostne in obveščevalne službe, ki so zadolžene za zaščito države na najvišji ravni, vključno z odgovornostjo, kot so osebna zaščita predsednika države, boj proti vohunjenju in protiterorizem.